# Смеречинський Сергій Степанович
Смеречи́нський Сергі́й Степа́нович (Стефанович) (вересень 1892  с. Велика Мечетня
Балтського повіту Подільської губернії — травень 1954 с. Зимовне Шебекинського району Бєлгородської області, Росія) — український мовознавець, філолог, поет, перекладач, архівіст, бібліограф.

## Біографія
Народився в селянській сім'ї, до кінця життя так і не одружився. 1916 року закінчив Київський університет. Знав шістнадцять мов. З 1918 року вчителював у Вінниці, з 1921 працював керівником архівного управління у Подільській губернській архівній комісії, з 1926 — у Кабінеті виучування Поділля. Був відомий передусім як теоретик української граматики та стилістики.
У своїх працях Смеречинський виступав проти праць так званого антипуристичного спрямування: (О. М. Матвієнко: «Стилістичні паралелі. Проти пуризму» (Харків, 1932), Н. А. Каганович: «На мовностилістичні теми» (Харків, 1934), «Стилістичні особливості пролетарської публіцистики» (Київ-Харків, 1935), «Про дослідження мови драми і про мову „Платона Кречета“ О. Корнійчука» (Мовознавство, 1935, № 6), "Творчий метод Лесі Українки (Літ. критика. 1936. № 7).
У результаті нападок Смеречинський став жертвою режиму. 26 серпня 1929 року був затриманий. 4 травня 1930 року, згідно з рішенням Особливої наради ДПУ УРСР, за статтею 54-10 Кримінального кодексу УРСР, був засуджений на заслання. Відповідно до рішення № 11678 Вінницької облпрокуратури, реабілітований 22 листопада 1989 року.

## Творчість
Сергій Смеречинський перекладав французьких поетів. Досліджував синтаксис української мови. У статтях з фразеології і синтакси української мови: про предикативний інструменталь і номінатив та про релятивні речення («ЗІФВ УАН», тт. 19 і 25), як і в «Нарисах з української синтакси, у зв'язку з фразеологією та стилістикою» (1932), пропагував вживання народно-мовних синтаксичних конструкцій в усіх стилях, зокрема й публіцистично-наукових. Це стягнуло на Сергія Смеречинського атаки представників партійної критики (Григорій Сабалдир, О. Матвієнко та інші). Нищівної критики зазнала передусім орієнтація як самого Смеречинського, так і інших мовознавців (Олени Курило, Євгена Тимченка, Івана Шелудька, Миколи Сулими, Олекси Синявського, Леоніда Булаховського) на народну мову і мову пам'яток як на головні джерела для усталення норм літературної мови. Навіть мову українських письменників XIX ст., що на них посилається С. Смеречинський, автор погромницької статті критикує з класових позицій: «У мові Квітки й поверховому дослідникові впадає в очі оте підроблювання під мову заможного, куркульського селянства… Мова Куліша — це мова літературна, але з виразною познакою особи автора, його класових буржуазних нормалізаторських смаків». Вкрай агресивно викладені звинувачення, висунуті до автора «Нарисів з української синтакси», вимоги знищити його працю, бо «важко, мабуть, знайти виразніший націоналістичний твір в українському мовознавстві… де так чітко й войовниче сформульовані ідеї українського фашизму в мовознавстві», спирались фактично лише на три суто мовні, далекі від політики рекомендації С. Смеречинського обмежити вживання в українській мові синтаксичних форм з орудним присудковим, конструкцій на -но, -то з дієслівними формами минулого й майбутнього часу і віддієслівних іменників на -ння, -ття. Зрештою, як багато інших його колег, був звинувачений у «буржуазному націоналізмі» та репресований.

## Праці
- Куди йде українська мова (До питання про предикативний номінатив та «предикативний» інструменталь в українській мові) (1928)
- Способи відносної (релятивної) сполуки в українській мові (1929)
- Нариси з української синтакси (у зв'язку з фразеологією та стилістикою) (Харків, 1932)